# 法桐
法桐（学名：Platanus orientalis）又称三球悬铃木，是悬铃木科植物。由于二球悬铃木（英桐）最早由法国人在法租界霞飞路一带引入，因此中文中法国梧桐多指英桐而非法桐。法桐与梧桐没有亲属关系。
其种加词“orientalis”意为“东方的”。

## 形态
落叶乔木；灰褐色树干；叶子5－7裂，裂深达叶面中部或中部以下，有粗齿或全缘；春季开花，头状花序；果序通常3个生于一总柄上，小坚果顶端圆锥状，有不脱落的花柱。

## 分布
原产从欧洲中部巴尔干半岛到亚洲西部伊朗。也有植物学家认为其产地西到西班牙，东到喜玛拉雅山脉东麓。目前世界各地有人工引种栽培。

## 别名
祛汗树（陕西、户县），净土树（广博物志），法国梧桐（陈嵘，中国树木学），悬铃木（通用名）